# Felice Casorati (matematico)

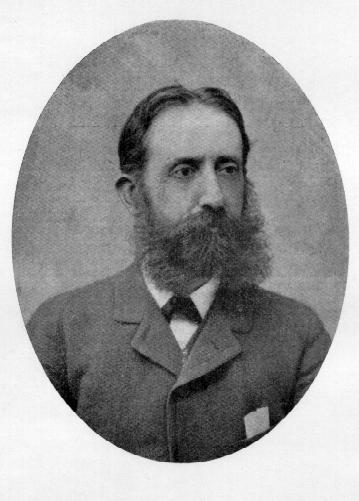
Felice Casorati

Felice Casorati (Pavia, 17 dicembre 1835 – Casteggio, 11 settembre 1890) è stato un matematico italiano.

## Biografia
Studiò al Liceo classico Ugo Foscolo e si laureò (sotto la guida di Francesco Brioschi) all'Università degli Studi di Pavia, città dove insegnò a lungo prima di trasferirsi a Milano. Nel 1858, insieme a Enrico Betti e a Brioschi, visitò Gottinga, Berlino e Parigi.
Casorati è meglio ricordato per il teorema di Casorati-Weierstrass. Karl Weierstraß dimostrò questo teorema su un foglio nel 1876, ma Casorati lo aveva già incluso nel suo trattato del 1868 sui numeri complessi.
A lui è intitolato il Dipartimento di Matematica dell'Università di Pavia. Le sue carte furono donate all'archivio del Collegio Borromeo.

## Opere

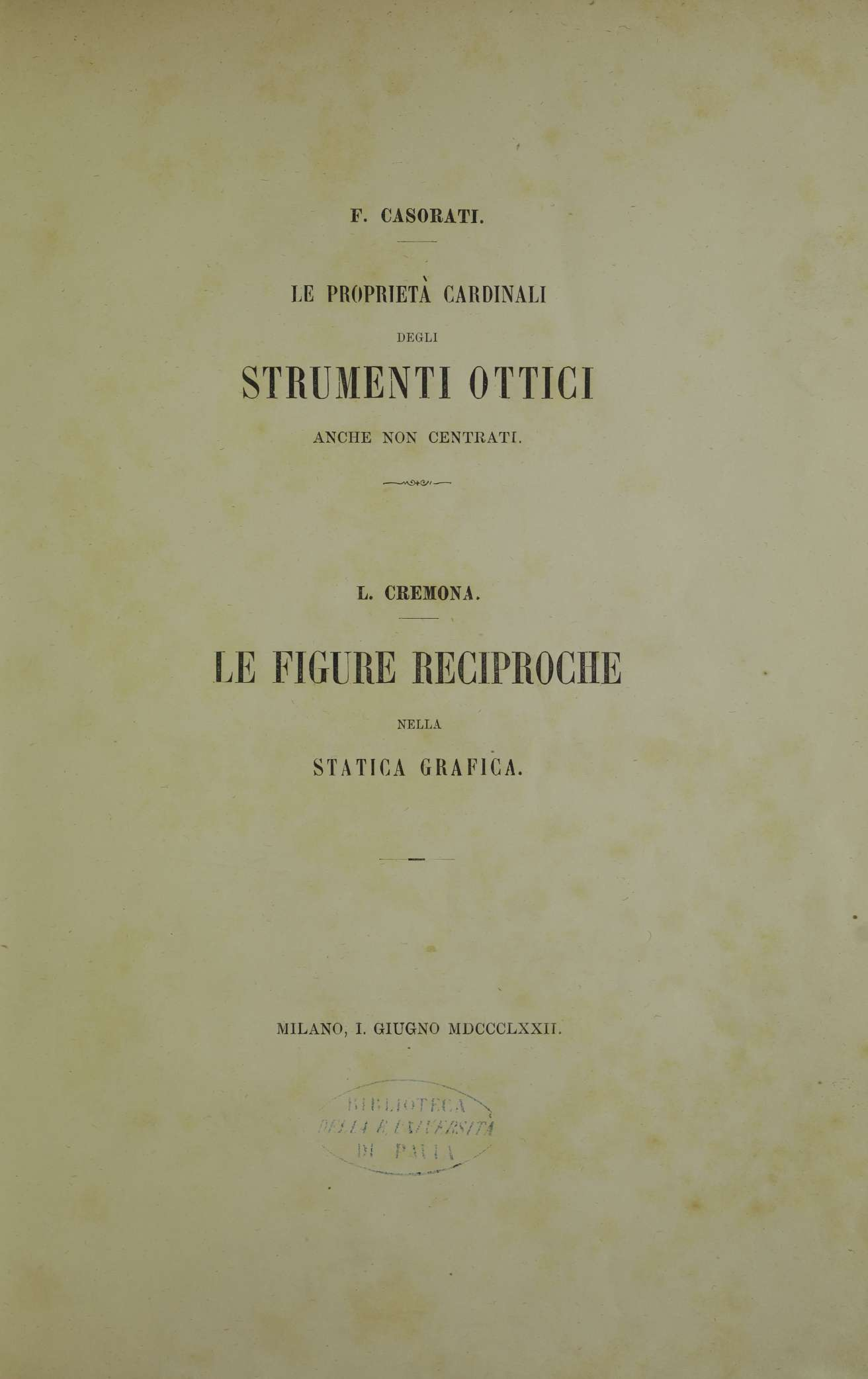
Le proprietà cardinali degli strumenti ottici anche non centrati, 1872

- Teorica delle funzioni di variabili complesse, su Gallica, Fratelli Fusi, Pavia, 1868. (altra URL)
- Le proprietà cardinali degli strumenti ottici anche non centrati, Milano, Bernardoni, 1872.